# Луковець (Хорватія)
46°11′ пн. ш. 16°40′ сх. д. / 46.19° пн. ш. 16.67° сх. д.
Луковець (хорв. Lukovec) — населений пункт у Хорватії, у Копривницько-Крижевецькій жупанії у складі громади Расіня.

## Населення
Населення за даними перепису 2011 року становило 44 осіб.
Динаміка чисельності населення поселення: